# Шпичинецька сільська рада (Деражнянський район)
Шпичине́цька сільська́ ра́да — адміністративно-територіальна одиниця та орган місцевого самоврядування в Деражнянському районі Хмельницької області. Адміністративний центр — село Шпичинці.

## Загальні відомості
Шпичинецька сільська рада утворена в квітні 1944 року.
- Територія ради: 3,42 км²
- Населення ради: 1 470 осіб (станом на 2001 рік)

## Населені пункти
Сільській раді підпорядковані населені пункти:
- с. Шпичинці
- с. Розсохи
- с. Теперівка

## Склад ради
Рада складається з 16 депутатів та голови.
- Голова ради: Приказюк Сергій Іванович
- Секретар ради: Регеша Олена Іванівна

### Керівний склад попередніх скликань
| Прізвище, ім'я, по батькові | Основні відомості                                                 | Дата обрання | Дата звільнення |
| --------------------------- | ----------------------------------------------------------------- | ------------ | --------------- |
| Приказюк Сергій Іванович    | Сільський голова, 1975 року народження, освіта вища               | 26.03.2006   | 31.10.2010      |
| Приказюк Сергій Іванович    | Сільський голова, 1975 року народження, освіта вища, безпартійний | 31.10.2010   |                 |

Примітка: таблиця складена за даними сайту Верховної Ради України

### Депутати
За результатами місцевих виборів 2010 року депутатами ради стали:

#### За суб'єктами висування
| Суб'єкт висування                 | Кількість обраних депутатів | %    |
| --------------------------------- | --------------------------- | ---- |
| Політична партія «Сильна Україна» | 6                           | 37,5 |
| Партія регіонів                   | 3                           | 18,8 |
| Самовисування                     | 3                           | 18,8 |
| Соціалістична партія України      | 3                           | 18,8 |
| Єдиний Центр                      | 1                           | 6,3  |

#### За округами
| № округу                          | Прізвище, ім'я, по батькові   | Дата визнання обраним | Освіта             | Партійна приналежність             | Відомості про обраного депутата                      |
| --------------------------------- | ----------------------------- | --------------------- | ------------------ | ---------------------------------- | ---------------------------------------------------- |
| Єдиний Центр                      |                               |                       |                    |                                    |                                                      |
| 14                                | Масловський Ігор Іванович     | 05.11.2010            | середня            | член Єдиного Центру                | в/ч А1566, охоронець                                 |
| Партія регіонів                   |                               |                       |                    |                                    |                                                      |
| 3                                 | Дудар Ольга Володимирівна     | 05.11.2010            | вища               | позапартійна                       | Шпичинецька Сільська /рада, землевпорядник           |
| 11                                | Регеша Олена Іванівна         | 05.11.2010            | середня спеціальна | позапартійна                       | Шпичинецька сільська рада, секретар                  |
| 12                                | Віхтюк Людмила Ананіївна      | 05.11.2010            | вища               | позапартійна                       | Шпичинецька сільська /рада, бухгалтер                |
| Політична партія «Сильна Україна» |                               |                       |                    |                                    |                                                      |
| 1                                 | Фурман Вікторія Іванівна      | 05.11.2010            | середня спеціальна | позапартійна                       | тимчасово не працює                                  |
| 2                                 | Король Михайло Степанович     | 05.11.2010            | середня            | член Соціалістичної партії України | тимчасово не працює                                  |
| 4                                 | Шевчук Тетяна Миколаївна      | 05.11.2010            | вища               | позапартійна                       | Шпичинецька загальноосвітня школа І-ІІ ст., вчитель  |
| 5                                 | Кирільцева Людмила Олексіївна | 05.11.2010            | вища               | позапартійна                       | Шпичинецька загальноосвітня школа І-ІІ ст., директор |
| 7                                 | Васільєва Ольга Василівна     | 05.11.2010            | середня спеціальна | позапартійна                       | Шпичинецький Дитячий. садок, кухар                   |
| 10                                | Громик Валентина Анатоліївна  | 05.11.2010            | вища               | позапартійна                       | Магазин «Роксолана», приват підприєм.                |
| Соціалістична партія України      |                               |                       |                    |                                    |                                                      |
| 6                                 | Басіста Галина Михайлівна     | 05.11.2010            | середня спеціальна | член Соціалістичної партії України | Шпичинецька загальноосвітня школа І-ІІ ст., повар    |
| 15                                | Роюк Поліна Степанівна        | 05.11.2010            | середня            | член Соціалістичної партії України | Розсохи Фульдшерський пункт, санітарка               |
| 16                                | Качуровська Надія Францівна   | 05.11.2010            | середня            | член Соціалістичної партії України | По догляду                                           |
| Самовисування                     |                               |                       |                    |                                    |                                                      |
| 8                                 | Мельник Ірина Павлівна        | 05.11.2010            | середня спеціальна | позапартійна                       | тимчасово не працює                                  |
| 9                                 | Дзендзель Андрій Миколайович  | 05.11.2010            | середня спеціальна | позапартійний                      | тимчасово не працює                                  |
| 13                                | Мельник Валентин Вікторович   | 05.11.2010            | вища               | позапартійний                      | тимчасово не працює                                  |